# Никола Архилупис
Никола Архилупис (Nicola de Archilupis, Никола Которанин) је био канцелар и писар на двору деспота Стефана Лазаревића, а касније и Ђурђа Бранковића. У изворима се, као писар, први пут помиње 1423. године приликом закључивања мировног уговора са Млечанима.

### Канцелар, писар и посланик
Као „scriba“ и „cancellarius illustrissimi domini despot Rassie“ водио је латинску канцеларију српских деспота и на овом истакнутом положају остао све до своје смрти. Како је био образован и зналац језика, повремено је обављао такође и разне дипломатске мисије. У својству посланика преговарао је више пута са Млечанима.

### Заоставштина
Константин Јиричек пише да су 4. августа 1445. године у Дубровнику двојица људи из Бара преузела заоставштину „quondam ser Nicole, olim cancellarii illustris domini despot Sclauonie“, која се између осталог састојала и од једног „sachetum cum pluribus literis priuilegiis et aliis scripturis libros quatuordecim, decretale et alios libros plurium rationem.”
Никола је тестаментом оставио одређену своту новца деци неких Италијана из Тревиза, Сан Миниато поред Фиренце и из Фана у области Марке. Овим се вероватно могу објаснити лична пријатељства која је Никола из Котора одржавао у Италији.
Износ готовог новца као и појединачно набрајање многобројне сребренине и скупоцених делова одеће, говоре да је дугогодишњи положај канцелара обезбеђивао Николи из Котора угодан и пријатан живот.

### Библиотека
Посебан значај овог тестамента је што је у њему назначен списак Николиних књига које се пола године доцније, приликом преузимања заоставштине у Дубровнику, само узгред спомињу
Item in sacho libri infrascripti:
- In prima Valerio Maximo.
- Item „Declamatio“ de Quintiliano.
- Item Boetio „De consolatione philosophie“.
- Item libro de Constantin monacho „De medicina“.
- Item „Bucholicha“ de Petrarcha.
- Item un volume grosso in papiro in loqual son molti trattati et multi libri.
- Item un libro in papiro recolete di molti doctori italiani.
- Item un libro in pergamino antigissimo in teologia et in sacra scriptura.
- Item un officiolo de Nostra Donna con molte altre oration.
- Item Salustio „Catilinario“ e „Igurtino“.
- Item doy scartabelli in gromantia.[8]

Иако не знамо које су то „многе књиге“ (multi libri), ипак је неке књиге навео поименично. Као што се види у списку, поред светог писма и књига теолошке садржине, у Николиној збирци преовлађују дела римских класика, пре свега историчара и филозофа. Ту је Гај Салустије Крисп са својим делима „Bellum Catilinae“ и „Bellum Iugurtinum“, затим римски историчар Валерије Максим, следи учитељ реторике, књижевни историчар и педагог Марко Фабије Квинтилијан, филозоф Боеције, а од хуманиста помиње се Петрарка. Медицина је заступљена у колекцији делом Константина Монаха.
Колико је било разнолико интересовање Николино, види се по томе што је набавио и неке записе из хиромантије. Права је штета што „molti libri“, који се налазе заједно са многим другим списима, нису поближе наведени. Вероватно да су сличног садржаја као и остале књиге назначене у списку. Никола је свакако приликом својих боравака у иностранству и путовања у својству посланика имао могућности да купује и скупља књиге које су одговарале његовом укусу и степену његовог образовања. Тако је постепено створио, додуше омању, своју личну библиотеку.

### Хуманиста
Никола није био само писар са добрим познавањем латинског језика. Интересовање за старе рукописе и за класичне писце открива његово образовање у духу хуманистичких идеја. Као и већина хуманиста онога времена, био је библиофил и поседовао је своју малу приватну библиотеку. 
У првој половини XV века када су у нашим крајевима хуманисти углавном били странци појава домаћих људи са хуманистичим погледима заслужује посебну пажњу. Том још увек уском кругу домаћих љубитеља класичних дела свакако треба приписати и нашег Николу из Котора.

### Занимљивости
Никола се помиње у роману „Шака мрака“ Милосава Славка Пешића.